# El Hamam
El Hamam (arabisch الحمام, DMG al-Ḥammām) ist die östlichste Stadt im Gouvernement Matruh in Ägypten. Sie liegt an der Mittelmeerküste nahe der Grenze zum Gouvernement Alexandria.
Die antike Stadt Cheimo (griechisch Χειμω) befand sich in der Nähe der Stadt.

## Galerie

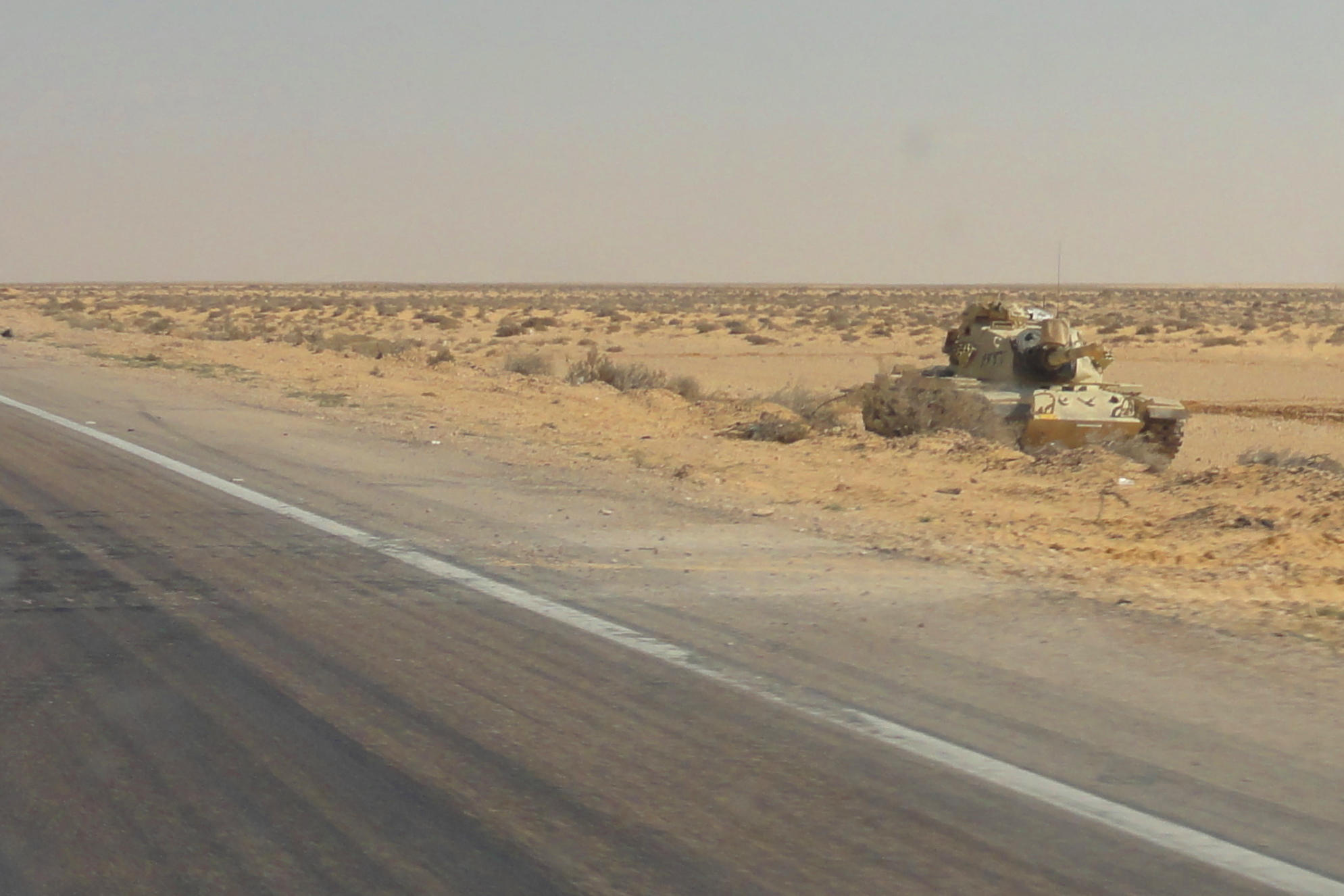
Markaz El-Hamam, Wüste (2011)
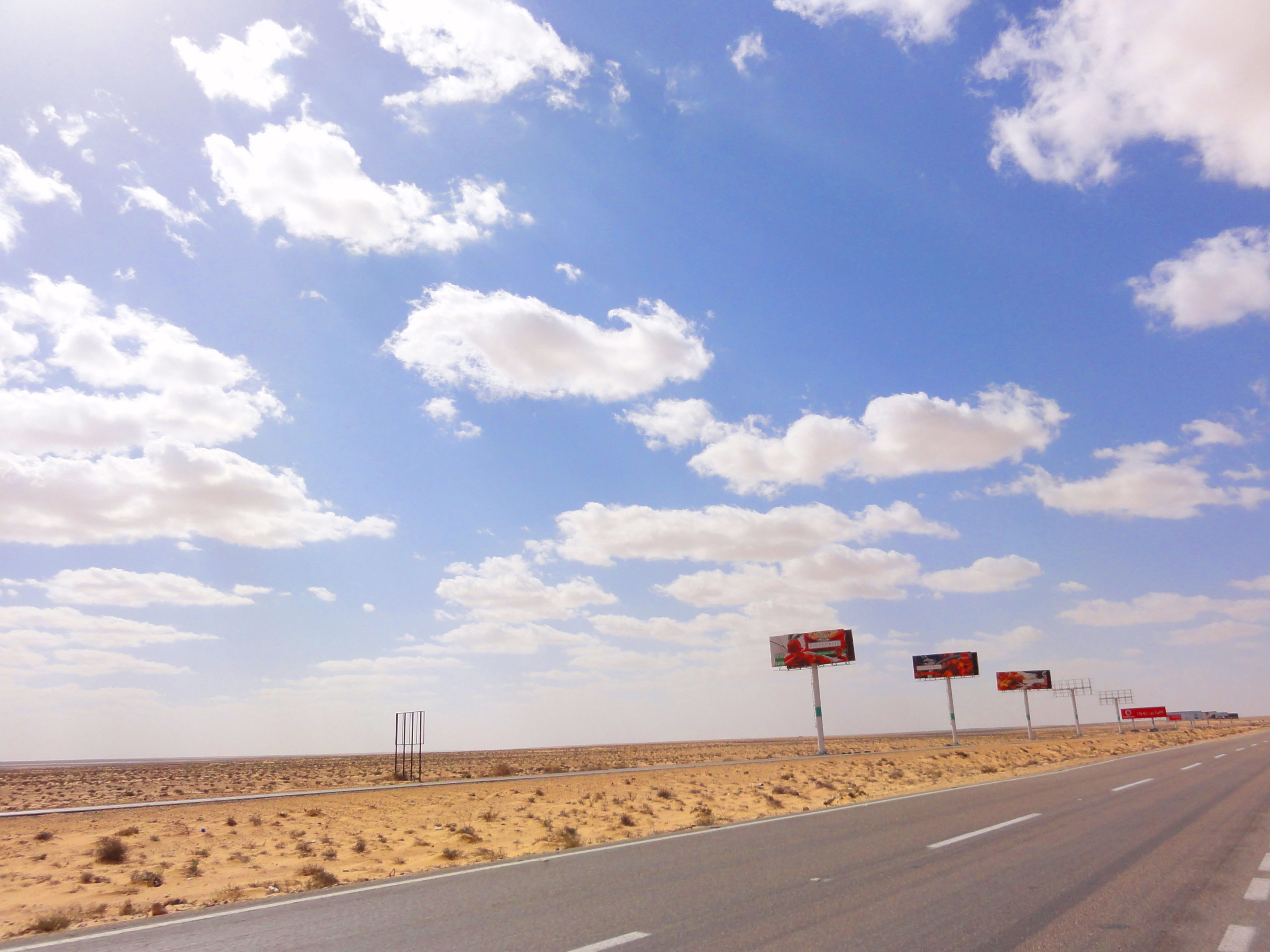
Markaz El-Hamam, Wüste (2011)
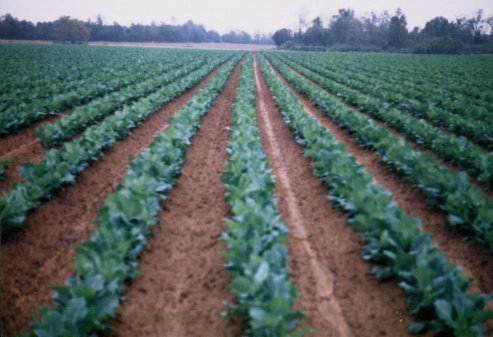
Markaz El-Hamam (2011)